# Mołdawska Giełda Papierów Wartościowych
Mołdawska Giełda Papierów Wartościowych (rum. Bursa de Valori a Moldovei – BVM, ang. Moldova Stock Exchange – MSE) – giełda papierów wartościowych w Mołdawii; zlokalizowana w stolicy kraju – Kiszyniowie. Powstała w 1994 roku.